# 花绳钟螺
花绳钟螺（学名：Minolia punctata），是原始腹足目钟螺科Minolia的一种。主要分布于韩国、台湾，常栖息在浅海沙底。